# سباق 3
سباق 3 (بالإنجليزية: Race 3)‏ هو فيلم حركة هندي قادم من إخراج ريمو دي سوزا وإنتاج تيبس فيلمز، هذا الفيلم من بطولة جاكلين فيرنانديز، سلمان خان، بوبي ديول وأنيل كابور.
الفيلم هو الجزء الثالث من سلسلة أفلام سباق. ومن المقرر إصداره في 15 من يونيو 2018 أي أنه سيكون فيلم عيد الفطر 2018.

## الممثلين
- جاكلين فيرنانديز في دور «جيسيكا» [2]
- سلمان خان في دور «سيكاندار»
- أنيل كابور في دور «روبيرت كوستا» (RD)
- سوناكشي سينها ظهور خاص في أغنية مصورة.

## التصوير
بدأ التصوير الرئيسي للفيلم في أبوظبي لمدة 35 يوما في ست مواقع تصوير، من ضمنها قصر الإمارات، وعدة أماكن أخرى، وبعتبر هذا الفيلم الخامس الذي تم تصوير مشاهده في هذه المدينة، حيث تم تصوير عدة أفلام فيها من قبل، منها بانغ بانغ، تايغر على قيد الحياة، وغيرهم.